# Jeremy Durrin
Jeremy Durrin (né le 11 août 1988 à Fitchburg) est un coureur américain spécialiste du cyclo-cross et membre de l'équipe Neon Velo.

## Vie privée
En 2013 Jeremy Durrin  épouse l'anglaise Gabriella Day, également coureuse cycliste. Un an plus tard, ils créent une équipe américaine de cyclo-cross avec un sponsor anglais appelé Neon Velo.

## Palmarès en cyclo-cross
- 2012-2013
  - New England Cyclo-Cross Series #5 - Baystate Cyclo-Cross #1
- 2013-2014
  - Baystate Cyclo-cross - NECX, Sterling
- 2015-2016
  - Manitoba Grand Prix of Cyclocross, Winnipeg
- 2016-2017
  - Nittany Lion Cross #1, Breinigsville
  - Nittany Lion Cross #2, Breinigsville